# Копанка (Лодзинське воєводство)
Копанка (пол. Kopanka) — село в Польщі, у гміні Новосольна Лодзький-Східного повіту Лодзинського воєводства.
Населення — 397 осіб (2011).
У 1975-1998 роках село належало до Лодзинського воєводства.

## Демографія
Демографічна структура станом на 31 березня 2011 року:
|          | Загалом | Допрацездатний вік | Працездатний вік | Постпрацездатний вік |
| -------- | ------- | ------------------ | ---------------- | -------------------- |
| Чоловіки | 199     | 49                 | 133              | 17                   |
| Жінки    | 198     | 47                 | 124              | 27                   |
| Разом    | 397     | 96                 | 257              | 44                   |